# Гидроксид плутония(IV)
Гидрокси́д плуто́ния(IV) — неорганическое соединение, гидроксид плутония с химической формулой {\displaystyle {\ce {Pu(OH)4}}}, не растворяется в воде, образует кристаллогидраты — тёмно-зелёный или оливково-зелёный аморфный осадок.

## Получение
Действием водных растворов аммиака или щелочей на кислые растворы соединений плутония(IV):
{\displaystyle {\ce {Pu(SO4)2 + 4 NaOH + x H2O -> Pu(OH)4.x H2O v + 2 Na2SO4,}}}
реакция начинает идти уже при pH ≈ 1.
Свежеосаждённый гидроксид плутония(III) на воздухе быстро окисляется до плутония(IV):
{\displaystyle {\ce {4 Pu(OH)3 + O2 + 2 H2O -> 4 Pu(OH)4}}}.

## Физические свойства
Гидроксид плутония(IV) образует тёмно-зелёный или оливково-зелёный аморфный осадок
состава Pu(OH)4•n H2O. При длительном хранении полимеризуется, при этом меняет цвет на изумрудно-зелёный. Высушенный на воздухе осадок содержит примерно 2 молекулы воды.
Не растворяется в воде, р ПР = 58.
Растворимость увеличивается в растворах сульфата или карбоната натрия.

## Химические свойства
Разлагается при нагревании:
{\displaystyle {\ce {Pu(OH)4. x H2O ->[100-400 {\ce {^{o}C}}] PuO2 + (x{}+2) H2O}}}.
Реагирует с кислотами:
{\displaystyle {\ce {Pu(OH)4. x H2O + 2 H2SO4 -> Pu(SO4)2 + (x{}+2) H2O}}}.